# Burmeistera auriculata
Burmeistera auriculata är en klockväxtart som beskrevs av Muchhala och Thomas G. Lammers. Burmeistera auriculata ingår i släktet Burmeistera och familjen klockväxter.
Artens utbredningsområde är Ecuador. Inga underarter finns listade i Catalogue of Life.